# Eusebio de Almeida
Eusebio Hermenio Correia de Almeida, hay đơn giản Ebi (sinh ngày 9 tháng 6 năm 1985) là một cầu thủ bóng đá. Hiện tại anh là một tiền vệ thi đấu cho Đội tuyển bóng đá quốc gia Đông Timor.